# Лејк Артер Естејтс (Пенсилванија)
Лејк Артер Естејтс (енгл. Lake Arthur Estates) насељено је место без административног статуса у америчкој савезној држави Пенсилванија.

## Демографија
По попису из 2010. године број становника је 594.
| Група             | 2000.    | 2010.       |
| Белци             | 0 (0,0%) | 578 (97,3%) |
| Афроамериканци    | 0 (0,0%) | 0 (0,0%)    |
| Азијати           | 0 (0,0%) | 0 (0,0%)    |
| Хиспаноамериканци | 0 (0,0%) | 6 (1,0%)    |
| Укупно            | 0        | 594         |